# Exilés mariaux

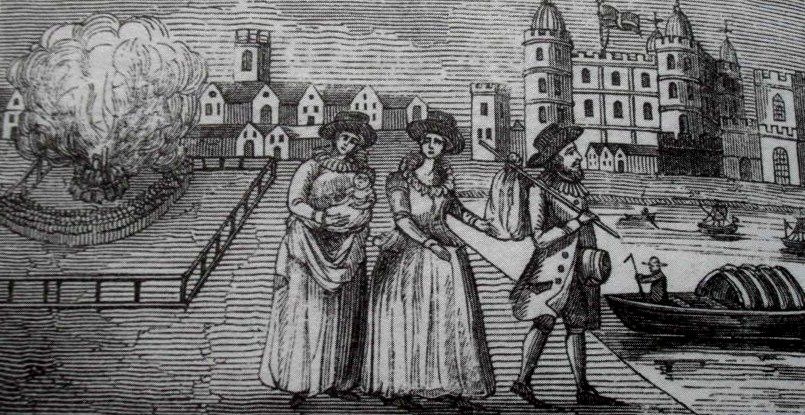
Catherine Willoughby, duchesse de Suffolk, fuyant l'Angleterre catholique avec son mari Richard Bertie, sa fille Susan et une nourrice.

Les exilés mariaux sont des protestants anglais qui ont fui vers le continent pendant le règne de la reine catholique Marie Ire et de son mari le Roi Philippe II d'Espagne, donc entre 1554 et 1558,,. Ils se sont installés principalement dans les pays protestants comme les Pays-Bas, la Suisse et certains États d'Allemagne.

## L'exil des communautés
Selon l'historien anglais John Strype, plus de 800 protestants ont fui vers le continent, principalement vers les Pays-Bas, l'Allemagne, l'Italie et la Suisse, où ils ont rejoint les églises réformées locales ou bien formé leurs propres congrégations. Quelques exilés sont allés vers l'Écosse, le Danemark ou les pays scandinaves.
Des communautés significatives d'exilés anglais ont ainsi été fondées dans les villes d'Emden, Strasbourg, Cologne, Wesel, Duisbourg, Worms, Bâle, Francfort-sur-le-Main, Aarau, Zurich, Genève, Padoue et Venise. Les exilés n'avaient pas l'intention de rester sur le continent plus longtemps que nécessaire. Les controverses étaient vives entre eux et leurs coreligionnaires restés en Angleterre quant à la légitimité de fuir plutôt que de faire face aux persécutions religieuses. Cela a contribué à focaliser l'attention sur ceux qui étaient restés en Angleterre et y subirent le martyre, et à leur accorder une grande autorité comme ce fut le cas pour les écrits de l'un des exilés les plus célèbres, John Foxe.
Au cours de leur séjour en Europe continentale, quelques rares exilés se sont bien intégrés économiquement ou politiquement dans leurs nouvelles communautés. À l'exception de la communauté en exil à Aarau, la majorité des exilés étaient des pasteurs ou des étudiants en théologie. Le deuxième groupe était composé de nobles qui, avec d'autres restés en Angleterre, financèrent ka vie des exilés. Ce groupe comprenait Sir John Cheke, William Cecil, Sir Richard Morrison, Sir Francis Knollys, Sir Anthony Cooke, Sir Peter Carew, Sir Thomas Furieux, Dame Dorothy Stafford, et Elizabeth Berkeley, Comtesse d'Ormond. Sur 500 Anglais connus exilés, 40 étaient marchands, 32 artisans, 7 imprimeurs, 3 avocats, 3 médecins, 3 yeomen, 13 serviteurs, et 19 hommes sans profession. 12 à 17 exilés étaient des tisserands qui se sont installés à Aarau. Strype noms de Londres marchand et de l'exil Thomas Heton (ou Heyton, Eaton) en tant qu'hôte général de tous les exilés. Les bailleurs de fonds des exilés étaient les marchands londoniens Richard Springham et John Abel. Le soutien est venu aussi du roi du Danemark,du prince palatin du Rhin, du duc de Wurtemberg, du duc de Deux-Ponts et de nombreux réformateurs européens : Heinrich Bullinger, Conrad Pellican, Theodor Bibliander, Josias Simmler, Wolfgang Capiton, et Ludwig Lavater (en).
De nombreux exilés étaient membres de l'élite dirigeante anglaise présente ou future. Il y avait par exemple parmi eux les anciens et futurs évêques Jean-Aylmer, Myles Coverdale, John Ponet, John Scory, Richard Cox, Edmund Grindal (futur archevêque de York, puis de Canterbury), Edwin Sandys (futur archevêque de York), John Bale, John Bijou, James Pilkington, et Thomas Bentham. Les conflits qui ont éclaté entre les exilés sur l'organisation et la discipline ecclésiales, et les formes de culte préfiguraient la politique religieuse du règne d'Élisabeth Ire et l'émergence du puritanisme et du presbytérianisme.

## Strasbourg
La congrégation anglaise de Strasbourg a organisé ses services religieux selon le Livre de la prière commune de 1552. Ses dirigeants et de membres comprenaient à la fois les anciens et les futurs évêques John Ponet, John Scory, Richard Cox, Edmund Grindal, Edwin Sandys, Jean-Aylmer, et John Bale. D'autres, y compris Cheke, Morison, Cuisinier, Carew, Irrité, James Haddon, John Huntington, Jean Geoffroy, Jean Pedder, Michael Renniger, Augustin Bradbridge, Thomas Steward, Humphrey Alcockson, Thomas Lakin, Thomas Crafton, Guido et Thomas Eton, Alexander Nowell, Arthur Saule, William Cole, Christopher Goodman, Richard Hilles, Richard Chambers, et l'un ou les deux de la Hales frères. Myles Coverdale a apparemment fait plusieurs visites à cette communauté.

## Francfort
Le premier anglais exil groupe de Francfort est arrivée le 27 juin 1554. Avec l'aide d'un magistrat local, ils ont obtenu de pouvoir utiliser un bâtiment vacant appartenant à l'église locale. Ils y ont tenu leur premier culte le 29 juillet selon une liturgie réformée élaborée par William Whittingham. La congrégation a adopté un système semi-presbytérien où les diacres devaient prêcher.
À la demande des autorités locales de cette ville luthérienne, l'église anglaise reçut l'ordre de se conformer à la discipline de l'église réformée française de Francfort. Cette église incluait un certain nombre de tisserands wallons qui avait été invités en Angleterre par Edouard Seymour, duc de Somerset. Ils avaient été ensuite sous la direction de Valérand Poullain, qui avait été le successeur de Jean Calvin en tant que pasteur de la paroisse française à Strasbourg. En Angleterre, la congrégation de Poullain avait autant d'autonomie que les autres églises étrangères de Londres et elle utilisait la discipline de Zwingli et de Calvin. Suivant ce précédent, les exilés anglais de Francfort se sont présentés comme le modèle ecclésiastique de toutes les paroisses anglaises en exil et ont lancé un appel dans ce sens aux autres congrégations. Cependant, ils étaient allés plus loin que beaucoup de leurs compatriotes n'étaient prêts à aller, en particulier ceux de Strasbourg et Zurich, qui voulaient conserver l'usage du second Livre de la prière commune (1552). Pour cette raison, l'Église anglaise à Francfort s'est préoccupé de conflits sur l'utilisation des prières et de l'église de l'ordre en général.
Le chef de la congrégation de Francfort au cours de son existence ont été David Whitehead, Sandys, Nowell, Foxe, Bale, Horne, Whittingham, Knox, Aylmer, Bentham, Sampson, Roger Kelke, les Chambres, Isaac, les deux Knollyses, Jean et Christophe Hales, Richard Hilles, Barthélemy Traheron, Robert Crowley, Thomas Cole, William Turner, Robert Wisdome. Informel de l'université établi par la congrégation avait Horne enseignement de l'hébreu, John Mullins (qui est venu de Zurich après Knox gauche) l'enseignement de grec, et Traheron l'enseignement de la théologie. Thomas Beccon est venu de Strasbourg à Francfort; il a enseigné à l'Université de Marbourg autour de 1556-1559
Toutes les archives de ce groupe ont été détruites pendant la seconde Guerre Mondiale avec les archives de la ville de Francfort, et il n'en subsiste que des transcriptions partielles dues à des historiens ou des chercheurs ayant travaillé avant ces bombardements. Ces sources révèlent que les gens de Francfort se méfiaient des Anglais qu'ils soupçonnaient d'être utilisés par les membres de la noblesse pour restreindre les privilèges des bourgeois. Les Anglais ont également été accusés de pratiques commerciales déloyales et de concurrence avec les artisans locaux ; ces accusations ont d'ailleurs conduit à des recensements détaillés des immigrants.

### Troubles à Francfort
Les différences d'organisation et de liturgies entre les églises anglaises en exil ont rapidement conduit à de longs conflits concentrés à Francfort. En particulier, l'affrontement entre Richard Cox et John Knox est devenu un précurseur emblématique des luttes a venir entre les points de vue des Églises anglicane et presbytérienne.

## Genève
Principalement sous la conduite de John Knox, la plus grande et la plus radicale (politiquement et théologiquement) des communautés d'exilés anglais a été celle de Genève. Elle a atteint un maximum de 233 personnes ou 140 ménages, soit environ 2% de la population de la ville. Les noms, les dates d'arrivée et d'autres informations sur les exilés sont conservées dans le Livre des Anglais un document manuscrit conservé à l'Hôtel de Ville de Genève (dont il a été fait une réédition en fac-similé par Alexandre Ferrier Mitchell). Les admissions de nouveaux membres dans l'église anglaises se montent à 48 en 1555, 50 en 1556, 67 en 1557, 10 en 1558 et 2 en 1559. Sept mariages, quatre baptêmes, et 18 décès sont enregistrés.
Ce fut la première congrégation anglaise à adopter la forme presbytérienne de discipline et de liturgie à laquelle la congrégation de Francfort avait résisté. Ces formes et normes ont été imprimés en 1556, sous le nom de Livre de Genève, avec plusieurs éditions à Genève et dans l'usage officiel de l'Église d'Écosse, de 1564 à 1645. Parfois, intitulé Notre Livre de l'Ordre Commun, c'est la base pour le Livre de l'Ordre Commun (Book of Common Order) utilisé par l'église presbytérienne.
L'église anglaise de Genève a aussi été à l'origine d'une nouvelle traduction de la Bible en anglais, la Geneva Bible, première traduction intégralement basée sur les textes originaux, transcrits dans un langage direct et vigoureux, qui sera la version anglaise la plus populaire de l'époque 1560-1640 ; elle se distingue aussi des autres traductions par l'ensemble de sa présentation pédagogique (numérotation des versets selon le système de Robert Estienne - lui-même également réfugié à Genève, illustrations et cartes de géographie, introduction de chaque livre, parallèles et notes). Les notes étaient issues de la théologie réformée et soutenaient la légitimité d'une résistance aux autorités dans le domaine religieux. Cette dernière caractéristique valut d'ailleurs à Geneva Bible la franche hostilité du roi Jacques 1er, ce qui conduisit à la mise en chantier de la Bible du roi Jacques (King James version), dénuée de notes. C'est à Genève au cours de l'hiver 1557-1558 que John Knox a écrit son traité intitulé First Blast of the Trumpet Blowen Against the Monstrous Regiment of Women ("Premier souffle de trompette soufflé à l'encontre du monstrueux régiment de femmes"), où il dénonce dans un langage particulièrement acerbe toute forme de leadership féminin - traité qui fut rejeté par de nombreuses autres exilés anglais, en particulier par ceux qui recherchaient la faveur d'Élisabeth Ire.
Jean Calvin a proposé que les exilés anglais tiennent leurs cultes dans le bâtiment où il prononçait ses conférences, connu plus tard sous le nom d'auditoire de Calvin. Les cultes en anglais continuent dans ce bâtiment à ce jour, sous l'égide de l'Église d'Écosse.
Parmi les membres éminents de l'église anglaise de Genève, on trouve Sir William Stafford, Sir John Burtwick, John Bodley et l'aîné de ses cinq fils (Laurence, Thomas, et Josias, qui plus tard a été fait chevalier), James Pilkington, John Scory, Thomas Bentham, William Cole, William Kethe, Thomas Sampson, Anthony Gilby, John Pullein, Perceval Wiburne, et Robert Fills.
- Pasteurs: Christopher Goodman (1555-58), Anthony Gilby (1555), et John Knox (1556-58)
- Anciens: William Williams (1555-58), William Whittingham (1555-56), Gilby (1556-58), William Fuller (1556), Thomas Bois (1557), Miles Coverdale (1558), et John Bodley (1557-58)
- Diacres: Jean-Staunton (1555-56), Christopher Seburne (1555), Francis Garrot (1556-57), William Beauvoir (1556-58), Jean-Staunton (1556), Jean Pullein (1557), William Fuller (1557), Francis Willias (1558), Peter Willis (1558), et Whittingham (1558)

## Sources

### Sources primaires
- A Briefe Discourse of the Troubles begun at Frankeford in Germany (1575) (Un bref exposé des troubles commencés à Francfort en Allemagne)
- John Knox, Of the Proceedings of the English Congregation at Frankfurt, in March 1555 ("Des débats de la congrégation anglaise à Francfort, en mars 1555").
- John Strype (1643-1737), Annals of the Reformation ("Annales de la Réforme") lire en ligne.
- John Brett, A Narrative of the Pursuit of English Refugees in Germany Under Queen Mary ("Un récit des activités des Anglais réfugiés en Allemagne, sous le règne de la Reine Marie").

### Sources secondaires
- William D. Maxwell, The Liturgical Portions of the Genevan Service Book used by John Knox While a Minister of the English Congregation of Marian Exiles at Geneva, 1556–1559[trad : Liturgie de Genève utilisée par John Knox dans son ministère auprès des exilés mariaux à Genève (1556-1559)], éditeur: The Faith Press, Londres, 1965 (première édition chez Oliver and Boyd, 1931).
- Frederick A. Norwood, The Marian Exiles—Denizens or Sojourners? [trad : Les exilés mariaux. Habitants ou voyageurs ?] in Church History 13:2 (Juin 1944); p.100-110.
- Brett Usher, The Deanery of Bocking and the Demise of the Vestiarian Controversy [trad : Le Doyenné de Bocking et la disparition de la controverse sur les habits liturgiques], Journal of Ecclesiastical History 52.3 (juillet 2001), p.434-455.
- Ronald J. Vander Molen, Anglican Against Puritan: Ideological Origins during the Marian Exile [trad : Anglicans contre puritains. Origines idéologiques durant l'Exil marial] in Church History 42.1 (Mars 1973): 45-57.
- Jonathan Wright, Marian Exiles and the Legitimacy of Flight From Persecution [trad : Les exilés mariaux et la légitimité de la fuite face aux persécutions], in Journal of Ecclesiastical History 52.2 (avril 2001): 220-43.